# Richard Danielpour
Richard Danielpour (* 28. Januar 1956 in New York) ist ein US-amerikanischer Komponist und Musikpädagoge.

## Leben
Richard Danielpour wurde in New York in eine persisch-jüdische Familie geboren. Als er 10 Jahre alt war, zog die Familie nach Palm Beach. Er besuchte dort die Twin Lakes High School (heute Dreyfoos School of the Art). Danielpour studierte am Oberlin College und am New England Conservatory of Music, Komposition bei Vincent Persichetti und Peter Mennin an der Juilliard School (MA 1982, DMA 1986), sowie Piano bei Lorin Hollander, Veronica Jochum und Gabriel Chodos.
Seit 1993 unterrichtet er Komposition an der Manhattan School of Music, an der UCLA in Los Angeles, am Curtis Institute of Music in Philadelphia, und er gibt Meisterkurse.

## Werk
Danielpours kompositorisches Werk umfasst 3 Sinfonien, 4 Klavierkonzerte, 2 Cellokonzerte, Choräle, Lieder- und Liederzyklen, Ballettmusik, Kammermusik – darunter sechs Streichquartette –, Kompositionen für Soloinstrumente und eine Oper.
Er hat für viele Orchester Auftragswerke geschrieben, u. a. für die San Francisco Symphony, die New Yorker Philharmoniker, das Wiener Kammerorchester, das Philadelphia Orchestra oder das Nationaltheater Mannheim. Unter den Musikern, die ihn mit Kompositionen beauftragt haben, sind Emanuel Ax, Gary Graffman, Thomas Hampson, Yo-Yo Ma, Jessye Norman, Frederica von Stade, Dawn Upshaw sowie das Kalichstein-Laredo-Robinson-Trio, das Guarneri-Quartett, das Emerson-Quartett und das American String Quartet.
2001 entstand An American Requiem nach Texten aus der lateinischen Meßliturgie sowie von Walt Whitman, Ralph Waldo Emerson und Michael S. Harper. Das Stück wurde unter Mitwirkung von über 260 Musikern (Orchester, Chor und drei Solisten) im Orange County Performing Arts Center unter der Leitung von John Alexander uraufgeführt.
Im gleichen Jahr hatte sein Cellokonzert No. 2, Through the Ancient Valley Premiere in der Avery Fisher Hall in New York unter der Leitung von Kurt Masur. Das Konzert war eine Auftragsarbeit der New Yorker Philharmoniker für den Cellisten Yo-Yo Ma.
2005 hatte seine Oper Margaret Garner, für die Toni Morrison das Libretto geschrieben hat, Premiere an drei US-amerikanischen Opernhäusern. Die Oper war eine Auftragsarbeit des Michigan Opera Theater, Detroit, der Cincinnati Opera und der Opera Company of Philadelphia.
Vox Humana ist ein Auftragswerk des Mannheimer Nationaltheaters und wurde im Mai 2013 im Rahmen der Mannheimer Akademiekonzerte uraufgeführt, die Leitung hatte Dan Ettinger. Das Orchesterwerk, das im Mai/Juni 2012 entstanden ist, basiert auf dem Choral „Ich bin's, ich sollte büßen“ aus der Matthäus-Passion von Johann Sebastian Bach.
2016 wurde The Wounded Healer (Concerto for Percussion and Orchestra) im New Jersey Performing Arts Center mit der Percussionistin Lisa Pegher und dem New Jersey Symphony Orchestra unter Leitung von Jacques Lacombe uraufgeführt.

## Werke (Auswahl)
Oper
- 2005 Margaret Garner

Libretto von Toni Morrison, Premieren 2005 in Detroit, Cincinnati und Philadelphia
Ballett
- 1995: Anima Mundi

für das Pacific Northwest Ballet, (Seattle)
- 1995: Urban Dances

für das New York City Ballet, Choreografie der Uraufführung: Miriam Mataviani
Sinfonien
- 1984: Symphony No. 1, Dona Nobis Pacem
- 1986: Symphony No. 2, Visions, für Sopran, Tenor und Orchester (Text von Dylan Thomas: Vision and Prayer)
- 1989: Symphony No. 3, Journey Without Distance

Solokonzerte
- 1990: Cello Concerto No. 1
- 1990: Piano Concerto No. 1 – Metamorphosis
- 1993: Piano Concerto No. 2
- 1999: Violinkonzert – A Fool's Paradise
- 2001: Cello Concerto No. 2 – Through the Ancient Valley, für Cello solo, Kamancheh und Orchester
- 2002: Piano Concerto No. 3 – Zodiac Variations, für Klavier linke Hand und Orchester
- 2010: Piano Concerto No. 4 – A Hero's Journey, für Klavier und Orchester
- 2016: Concerto for Percussion and Orchestra
- 2017: Concerto for Viola and Orchestra – The Voyager

## Diskografie  (Auswahl)
- A Child’s Reliquary (for piano trio) (2000), Kalichstein-Laredo-Robinson Trio; Koch International Classics:
- A woman's Life (2007).Nashville Symphony, Leitung Giancarlo Guerrero; Naxos
- Anima Mundi. Ballett (1995)  Pittsburgh Symphony Orchestra, Leitung David Zinman; Grammy-Nominierung
- Concerto for Cello and Orchestra (1994), mit Yo-Yo Ma, Cello. Philadelphia Orchestra, Leitung: David Zinman; Grammy Award
- Concerto for Orchestra “Zoroastrian Riddles” (1996) Philadelphia Orchestra, Leitung: David Zinman; Sony
- Elegies (1997),  mit Frederica von Stade, Thomas Hampson, Huang Ying, London Symphony Orchestra, Perspectives Ensemble, Leitung Roger Nierenberg; Sony Classical
- First Light (1988), Seattle Symphony and Chorale, Leitung Gerard Schwarz; Delos
- Ancient Voices, nach Texten von Jalal al-Din Rumi (1207 – 1273), Al Mutanabbi, Ibn Arabi(1165 - 1240) und Texten aus dem Alten Testament; Naxos.
- An American Requiem (2002) – 3 Vokalsolisten, Chor, 6 Posaunen, Orchester. Pacific Symphony Orchestra, Leitung Carl St. Clair; Reference Recordings RR 97
- The Enchanted Garden [1992], Christopher O’Riley, Piano; Koch International Classics